# John Larsson (frälsningsofficer)
För friidrottaren John H. Larsson, se John Larsson (friidrottare). För tidningsmannen John Larsson, se John Larsson (tidningsman).
John Alfred Larsson, född 2 april 1938 i Sverige, död 18 mars 2022 i Bromley, London, var Frälsningsarméns 17:e general (internationella ledare) åren 2002–2006.

## Biografi
Larsson var son till kommendörerna i Frälsningsarmén Sture och Flora Larsson samt sonson till kommendörerna Karl och Anna Larsson. John Larsson växte upp i Sverige, Danmark, Chile och Argentina. Han blev själv officer 1957 och kom då från Frälsningsarméns kår (församling) Upper Norwood i London, England. 
Efter att han tjänstgjort som officer vid kårer i norra England tjänstgjorde han vid "the International Training College" (Internationella officersskolan) i London i sju år varefter han återgick till kårarbetet.
Han gifte sig med Freda Turner 1969 och de fick två söner, Karl Larsson och Kevin Larsson, som också tillhör Frälsningsarmén.
John och Freda Larsson fick 1980 order till västra territoriet (Bolivia, Chile och Peru) i Sydamerika, han som Chefssekreterare och hon som Territoriell Hemförbundssekreterare. 1984, fick de order till the International Training College som rektor resp. bibliotekarie. De blev knutna till det Internationella högkvarteret i London 1988. John Larsson som stabschefens sekreterare där hade uppgiften att planera en uppdelning av administrationen för det nationella arbetet i Storbritannien och det internationella arbetet. 
Makarna Larsson blev 1990 territoriell ledare resp. territoriell president för kvinnoorganisationerna i Storbritannien och Irland. 1993 fick de ansvar för territoriet Nya Zeeland, Fiji och Tonga och 1996 fick de order till territoriet Sverige och Lettland.
1999 blev kommendörerna John and Freda Larsson Stabschef respektive världssekreterare för FA:s kvinnoorganisationer. 
När general John Gowans och hans fru, kommendör Gisèle Gowans pensionerades, blev stabschefen John Larsson vald till general för Frälsningsarmén av  Höga rådet den 6 september 2002. General Larsson pensionerades den 1 april 2006.

## Sånger
Han är även kompositör och tillsammans med sin föregångare som general, John Gowans, har han skrivit 10 musikaler:
- Take-Over Bid (1967)
- Hosea (1969)
- Jesus Folk (1972)
- Spirit (1973)
- Glory (1975)
- White Rose (1977)
- The Blood Of The Lamb (1978), (Lammets blod)
- Son Of Man (1983)
- Man Mark II (1985), (Den nya människan)
- The Meeting (1990)

Flera sånger från dessa musikaler har blivit mycket populära inom FA och finns representerade i Frälsningsarméns sångbok 1990 där även sånger av andra textförfattare med Larsson som kompositör finns:
- 333 Du skall inte tro att Gud dig överger. (text: John Gowans)
- 367 Stunden har kommit, din stund inför Gud. (text: Flora Larsson, svensk text Ingegärd Wickberg)
- 606 En Guds soldat drar ut i krig (text: Harry Read)
- 673 Om du och jag kan vara vänner (text: J. Gowans)
- 676 De skall komma från öst, de skall komma från väst (text: J. Gowans/sv. text: Berth Anderson)
- 790 Att bli lik Jesus (text: J. Gowans/Sv. text: Viola Lundkvist)

I "Sångboken" finns:
- 174 Herren är här, var inte rädda (Text & musik John Larsson)
- 189 Sjung inför Herren av hela ditt hjärta (Bibeltext med sv. textbearbetning av Karin Åberg)
- 193 Vi ber alla om din frälsning (text: J. Gowans)